# Hatvan
Hatvan er en by i det nordlige Ungarn med 19.943(2024) indbyggere. Byen ligger i provinsen Heves.
Navnet Hatvan er ungarsk for tallet tres.